# Alexander di Islay, Conte di Ross
Alexander di Islay, Conte di Ross (... – Dingwall, 7 maggio 1449), nobile scozzese che succedette al proprio padre Donald McDonald, Signore delle Isole quale Signore delle Isole nel 1423 e che divenne Conte di Ross nel 1437. Alexander fu un alleato di Giacomo I di Scozia contro il potere di Robert Stewart e di suo figlio Murdoch Stewart. Non appena Murdoch venne giustiziato nel 1425 Alexander cambiò bandiera e si ribellò al re dando vita a una guerra che incrementò parecchio il potere del sovrano fino a che con la Battaglia di Invernochy del 1431 le sorti parvero invertirsi. Alessandro morì nel 1449 avendo avuto modo di ingrandire le proprietà di famiglia ed avendone considerevolmente aumentato ricchezza e potere a differenza dei suoi antenati venne sepolto alla Cattedrale di Fortorose, nel contado di Ross invece che sulle Isole.

## Con e contro Giacomo I
Alexander di Islay nacque in nata imprecisata da Donald di Islay e Mariota, Contessa di Ross (morta nel 1440). Quando suo padre morì nel 1423 ne ereditò il titolo di Signore delle Isole oltre che l'alleanza con Giacomo I di Scozia che tornava in patria in quel periodo dopo diciotto anni circa di prigionia in Inghilterra. Negli anni di assenza il paese era stato governato da Robert Stewart e da suo figlio Murdoch Stewart che nel 1420 aveva ereditato la reggenza dal padre Robert e Alexander si pose immediatamente contro il loro straripante potere.
Due anni dopo Giacomo ottenne la convocazione del parlamento presso il Castello di Stirling accusandoli di aver appoggiato la rivolta avvenuta nel Lennox poco prima e accusandoli quindi di Alto tradimento. Nella commissione di nobili chiamati per giudicare lui, i suoi due figli e il cognato Donnchadh di Lennox c'era anche Alexander che votò per la loro colpevolezza, i quattro vennero quindi condannati a morte e giustiziati nel marzo 1425.
Una volta rimosso lo strapotere degli Stewart l'alleanza fra Giacomo e Alexander venne messa in discussione perché priva della sua principale ragion d'essere. In quello stesso periodo Alexander cominciò a fregiarsi del titolo di Master del Contado di Ross, terra di cui era originaria la madre, e benché alcuni storici credano che questa fosse una ricompensa di Giacomo per l'aiuto prestatogli, altri credono che fosse solo un modo come un altro per provocare le ire del sovrano. Infatti nel 1424 con la morte di John Stewart, Conte di Buchan e Ross, uno dei figli di Robert Stewart, nel 1424 alla Battaglia di Verneuil il contado era passato legalmente nelle mani di Giacomo in mancanza di eredi maschi. Se quest'ultima interpretazione alla provocazione si sarebbe unito il fatto che lo zio di Alexander, John Mór MacDonald, stava proteggendo James il Grasso, figlio superstite di Murdoch e pretendente al trono di Scozia.

## La prigione e la guerra
In ogni caso Giacomo divenne sempre più ostile nei confronti di Alexander e nel 1428 si diresse verso nord per ripristinare l'autorità reale nel Contado di Ross e portare un po' d'ordine nella regione. Il re chiese di incontrare Alexander a Inverness ed egli vi si recò in perfetta buona fede arrivandovi nel mese di agosto insieme alla madre, poco dopo il sovrano ordinò che entrambi fossero tratti in arresto (era infatti per parte materna che egli rivendicava il contado) insieme a circa 50 delle persone al suo seguito, incluso lo zio ed erede designato John Mor, presso il Castello di Inverness.
In prigione con lui erano finiti diversi suoi alleati, come Aonghas Dubh MacAoidh, capo del Clan Mackay di Strathnaver, che vantava un piccolo esercito di circa 4.000 uomini e suo figlio Niall Og, marito della figlia del capo del Clan Munro del castello di Foulis nell'Easter Ross, entrambi esponenti di alcune delle più importanti famiglie della regione. Anche George Munro fu arrestato, ma venne rilasciato poco dopo insieme a William Leslie e John de Ross del castello di Balnagown due uomini imparentati con Mariota e a capo del Wester Ross.
Anche suo zio John venne rilasciato poco dopo e pare che Giacomo abbia tentato un accordo con lui offrendogli la Signoria delle Isole, la stessa per la quale egli si era ribellato al fratello Donald diversi decenni prima. Tuttavia pare che egli abbia rifiutato qualsiasi trattativa finché il nipote restava in carcere, più avanti i piani di conquista di Giacomo subirono un arresto quando il suo messaggero James Campbell cercò di arrestare Johannis de Insulis uccidendolo nel tentativo, volendo prendere le distanze dall'accaduto Giacomo fece arrestare Campbelle e lo giustiziò, entro la fine del 1428 Alexander era libero sotto la promessa di non ribellarsi.
Poco dopo Alexander infranse tale promessa scendendo in guerra con il re. Suo cugino Domhnall Ballach (morto 1476 circa), forse in cerca di vendetta per la recente morte del padre John, ed Alasdair Carrach, due nobili potenti e ricchi, spinsero e supportarono Alexander in tale risoluzione.
Nella primavera del 1429 Alexander marciò verso Inverness, Maol Choluim Mac an Tóisich, capo del Clan Chattan e custode del castello tentò di tenerlo lontano, ma invano perché Alexander raggiunse e bruciò il borgo. Nello stesso momento egli pensava di sostenere le pretese di James il Grasso al trono di Scozia, non solo per poter avere il supporto degli antichi vassalli di Murdoch nel Lennox, Fife e Menteith, ma anche perché ottenne il sostegno dei reggenti d'Inghilterra che erano adirati per il fatto che Giacomo ignorasse lo status superiore di Enrico VI d'Inghilterra ed anche i termini del suo rilascio definiti anni prima.
In estate Giacomo dopo una rapida marcia nel nord l'Atholl e il Badenoch i due eserciti si incontrarono lungo il confine fra il Badenoch e il Lochaber, secondo il cronacotecario Walter Bower Alexander aveva dalla sua circa 10.000 uomini, ma quando i vessilli reali vennero spiegati il clan Chattan e il Clan Cameron cambiarono sponda alleandosi al re. La battaglia fu una disfatta ed Alexander dovette scappare, Giacomo capitalizzò la vittoria marciando verso nord e prendendo il Castello di Urquhart e quello di Dingwall. Per catturare Alexander il sovrano mandò un gruppo di artiglieri nelle Ebridi, egli era fuggito in effetti a Islay e trovandosi in una posizione insostenibile il 27 agosto si arrese al re presso la Holyrood Abbey. I nobili persuasero il re a graziarlo e Alexander venne spedito al Castello di Tantallon sotto la custodia di William Douglas, II conte di Angus (1398 circa-1437), uno dei nipoti di Giacomo per parte della sorella Mary.

## Dalla prigione al potere
Per la campagna del nord Giacomo nominò comandante Alexander Stewart, Conte di Mar (1375 circa-1435) e ruoli minori vennero dati ad altri nobili quali Maol Choluim Mac an Tóisich, Alexander Seton di Gordon, Hugh Fraser e Aonghas de Moravia. Giacomo non mise più piede a Ross o nel Moray che finirono sotto il controllo di Mar insieme ai contadi di Buchan e Ross e ai relativi castelli. Nel 1431 anche la Signoria di Lochaber finì sotto le mani di Mar che l'anno seguente chiese ed ottenne la dispensa papale per poter sposare Margaret Seton la madre dell'erede al titolo di Conte di Moray che Mar avrebbe amministrato per suo conto. Giacomo intanto organizzò le nozze di una delle figlie di Mar, Margaret, con Lachlan Og Maclean, un nobile piuttosto importante nelle Isole così che l'influenza di Mar potesse estendersi sino laggiù. Nello stesso periodo le campagne militari intraprese si rivelarono un fallimento per gli uomini di Giacomo e alla Battaglia di Inverlochy del settembre 1431 l'esercito di Mar fu annientato dagli uomini del Clan Donald e dei loro alleati che supportavano Alexander. Capendo che la guerra stava capovolgendo le proprie forze Giacomo chiese ed ottenne dal parlamento di aumentare le tasse per aumentare lo sforzo bellico, poi decise di tornare sui propri passi e rilasciò Alexander perdonandolo per ogni offesa passata.
Alexander non si mise più apertamente contro il re, d'altronde il tempo remava a suo favore. Mar era già piuttosto anziano e suo figlio Thomas era morto da poco lasciandolo senza eredi diretti e quando lo stesso Mar morì nel 1435 il controllo di Giacomo sul nord collassò rapidamente. Nel giugno del 1436 Giacomo era nel Mar per prendere le redini della situazione e del contado e fu in quel periodo, probabilmente, che egli riconobbe Alexander come conte di Ross essendo l'unico, apparentemente, che poteva tenere sotto controllo il nord. Oltre a quello ricevette il controllo di Dingwall ed Inverness che tenne almeno fino al 1447. Alexander iniziò a firmarsi Conte di Ross nel gennaio 1437 e due anni dopo venne nominato Giudice di Scozia.
Quello fu l'apice della sua carriera e passò il resto degli anni che aveva da vivere consolidando la propria posizione entro il contado, i documenti mostrano che egli trascorse molto tempo a Inverness e Dingwall che erano nell'est, lasciando quindi un poco in disparte l'ovest che era la sua terra natale.
Il suo figlio bastardo Hugh di Sleat (morto 1498) divenne Signore di Sleat, mentre l'altra figlia illegittima Celestine fu nominata Signora di Lochalsh, Domnhall Ballach (morto circa 1476) esponente del Clan MacDonald e membro della famiglia Mac Eoin Bissett acquisì sempre più indipendenza nelle Isole e nel Kintyre, il Clan MacLeod prese il controllo dell'Isola di Skye e dell'isola di Lewis e Harris, il Clan Maclean si fece strada all'isola di Mull e il Clan Mackintosh a Lochaber.

## Matrimonio, figli e morte
Alexander ebbe almeno due figli bastardi con una donna della famiglia MacPhee
- Hugh, Signore di Sleat (morto nel 1498)
- Celestine, Signora di Lochalash

poi si sposò con Elizabeth Seton da cui ebbe:
- John Islay, Conte di Ross

Alexander morì il 7 maggio 1449 presso Dingwall